# جاريث جينجس
جاريث جينجس (بالإنجليزية: Garth Jennings)‏ هو منتج أفلام ومخرج وممثل بريطاني، ولد في 1972 في المملكة المتحدة.

## أعمال

### أفلام
- (2005) دليل المسافر إلى المجرة[4][5]
- (2007) الزغب الساخن[6]
- (2007) سن أوف رامباو[7]
- (2009) السيد فوكس الرائع
- (2016) هواة الغناء[8][9]

## وصلات خارجية
- جاريث جينجس على موقع IMDb (الإنجليزية)
- جاريث جينجس على موقع ألو سيني (الفرنسية)
- جاريث جينجس على موقع ميوزك برينز (الإنجليزية)
- جاريث جينجس على موقع أول موفي (الإنجليزية)
- جاريث جينجس على موقع بوكس أوفيس موجو (الإنجليزية)
- جاريث جينجس على موقع قاعدة بيانات الأفلام السويدية (السويدية)
- جاريث جينجس على موقع ديسكوغز (الإنجليزية)
- جاريث جينجس على موقع قاعدة بيانات الفيلم (الإنجليزية)
- جاريث جينجس على موقع كينوبويسك (الروسية)